# 4 Non Blondes
4 Non Blondes est un groupe américain de rock, originaire de San Francisco, en Californie. Avant la sortie de leur premier album, Roger Rocha remplace Shaunna Hall à la guitare, et Dawn Richardson remplace Wanda Day à la batterie. Leur album Bigger, Better, Faster, More! sort en 1992 sans faire parler de lui. C'est avec le titre What's Up? qu'ils connaissent le succès en 1993. En 1995, Linda Perry quitte le groupe pour commencer une carrière solo, le groupe est alors dissous.

## Historique
La bassiste Christa Hillhouse et la guitariste Shaunna Hall, camarades de chambre, font la rencontre de la batteuse Wanda Day qui rejoint le groupe. Elles jouent en trio jusqu'à l'arrivée de Perry au chant. D'après Perry, elle et Hall étaient au Nightbreak, un club de San Francisco, et lorsque le trio avait besoin d'une chanteuse, Perry dira qu'elle en est une, et Hall répondra « Je sais ». Leur première répétition devait se faire à 18 h le 17 octobre 1989, mais à 17 h un séisme se fait ressentir dans la banlieue de San Francisco,.
Le groupe signe avec Interscope Records en juillet 1991 après une performance à la Gavin Convention, où il ouvre pour Primus. Préparant la préproduction de l'album, Day est renvoyée et remplacée par Richardson. En 1992, pendant l'enregistrement de Bigger, Better, Faster, More! le producteur de l'album, David Tickle, ne « ressentait pas » le jeu de guitare de Hall qui quittera aussi le groupe. Le guitariste Louis Metoyer finira le morceau. Roger Rocha se joint à eux après l'enregistrement de l'album et reste jusqu'en 1994. Après avoir quitté les Blondes en 1991, Day continue à la batterie avec Malibu Barbi et avec Bad Dog Play Dead. Day décède le 10 juillet 1997, selon Christa Hillhouse, et est enterrée à Tropic, UT. Linda Perry quitte le groupe pour commencer une carrière solo, le groupe est alors dissous.

## Membres

### Derniers membres
- Linda Perry - voix, guitare (1989-1994, 2014)
- Roger Rocha - guitare (1992-1994, 2014)
- Christa Hillhouse - voix, basse (1989-1994, 2014)
- Dawn Richardson - batterie (1991-1994, 2014)

### Anciens membres
- Wanda Day - batterie (1989-1991, décédée en 1997)
- Shaunna Hall - guitare (1989-1992)
- Louis Metoyer - guitare (1992)

## Discographie

### Albums studio
| Année | Album                                                                                | Meilleure position | Meilleure position | Meilleure position | Meilleure position | Meilleure position | Meilleure position | Meilleure position | Meilleure position | Meilleure position | Certifications                            |
| Année | Album                                                                                | États-Unis         | Australie          | Autriche           | Pays-Bas           | Norvège            | Nouvelle-Zélande   | Suède              | Suisse             | Royaume-Uni        | Certifications                            |
| ----- | ------------------------------------------------------------------------------------ | ------------------ | ------------------ | ------------------ | ------------------ | ------------------ | ------------------ | ------------------ | ------------------ | ------------------ | ----------------------------------------- |
| 1992  | Bigger, Better, Faster, More! - Date de sortie : 13 octobre 1992 - Label: Interscope | 13                 | 4                  | 1                  | 1                  | 1                  | 10                 | 1                  | 1                  | 4                  | - États-Unis : Platine - Royaume-Uni : Or |

### Album live
- Hello Mr. President (Live in Italy 1993) (1994)

### Singles
| Année | Titre              | États-Unis | Royaume-Uni | Autriche | Australie | Pays-Bas | Album                         |
| ----- | ------------------ | ---------- | ----------- | -------- | --------- | -------- | ----------------------------- |
| 1992  | Dear Mr. President | -          | -           | -        | -         | -        | Bigger, Better, Faster, More! |
| 1993  | What's Up?         | 14         | 2           | 1        | 2         | 1        | Bigger, Better, Faster, More! |
| 1993  | Spaceman           | -          | 53          | 28       | -         | -        | Bigger, Better, Faster, More! |
| 1993  | Mary's House       | -          | -           | -        | -         | -        | Bigger, Better, Faster, More! |
| 1994  | I'm the One        | -          | -           | -        | -         | -        | Airheads soundtrack           |
| 1994  | Superfly           | -          | -           | -        | -         | -        | Bigger, Better, Faster, More! |